# 通化事件

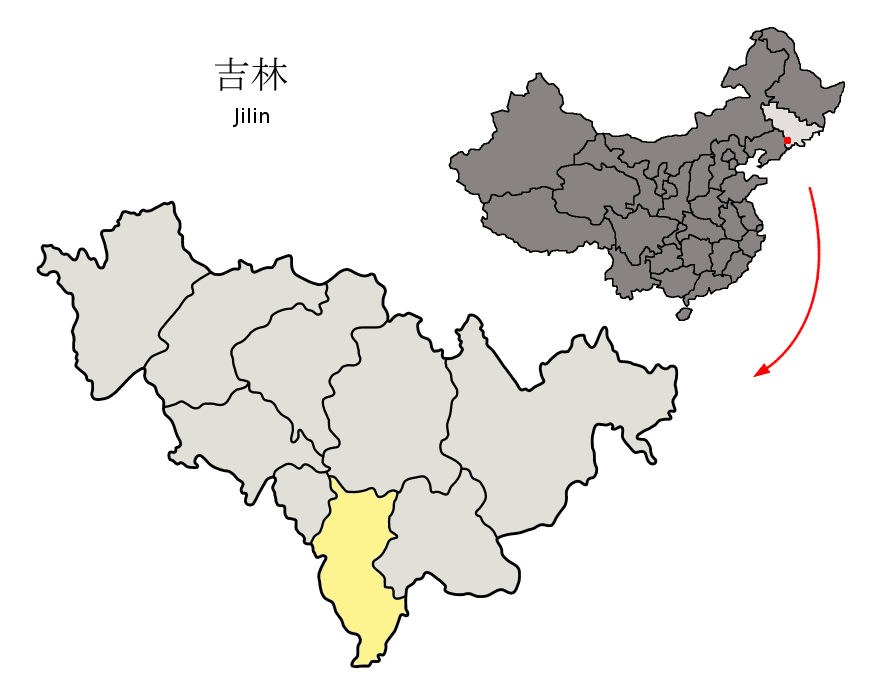
旧満洲国通化省通化市（現吉林省通化市）

通化事件（つうかじけん）とは、国共内戦時期の中国東北部（かつてのいわゆる「満洲国」通化省通化市）で、当時の中華民国政府（国民党）軍側と共闘した日本人らによる武装叛乱蜂起と赤十字病院襲撃の失敗事件である。
通化は1946年2月3日当時、すでに実質的に中国共産党軍側によって占領されていた。失敗後の鎮圧過程で中国共産党軍（八路軍）および朝鮮人民義勇軍南満支隊（李紅光支隊、新八路軍）による中国国民党員や日本人らに対する制圧・逮捕・取調べ・判決・刑執行において、多数の冤罪・虐待や虐殺があったとされる。日本人犠牲者数について諸説あるが、少ない説で武装叛乱戦闘とその後の「処分」との合計で約800人、多い説では約3000人の死者が出たとされ、その中には蜂起に参加さえしていなかった一般市民もいたとみられる。
中国では通化二・三事件などと呼ばれる。

## 当時の中国共産党軍と朝鮮人民義勇軍
当時、先に進駐していた朝鮮人民義勇軍（李紅光支隊）と延安からの正規の中国共産党軍を中共軍または八路軍と包括的に呼称した。ただし、中ソ友好同盟条約によって満洲で中国共産党が活動することは許されていなかったため、東北民主連軍などと称していた。彼らはもともと満洲で中国共産党によって設立され、抗日活動していた東北抗日連軍の残党がソ連の後押しを受けて再編されたもので、延安の本部とはなかなか連絡がとれず、1945年10月にようやく延安本部との合併が決まった。延安の八路軍に対して日本人は彼らを新八路と呼んでいた。

## 背景

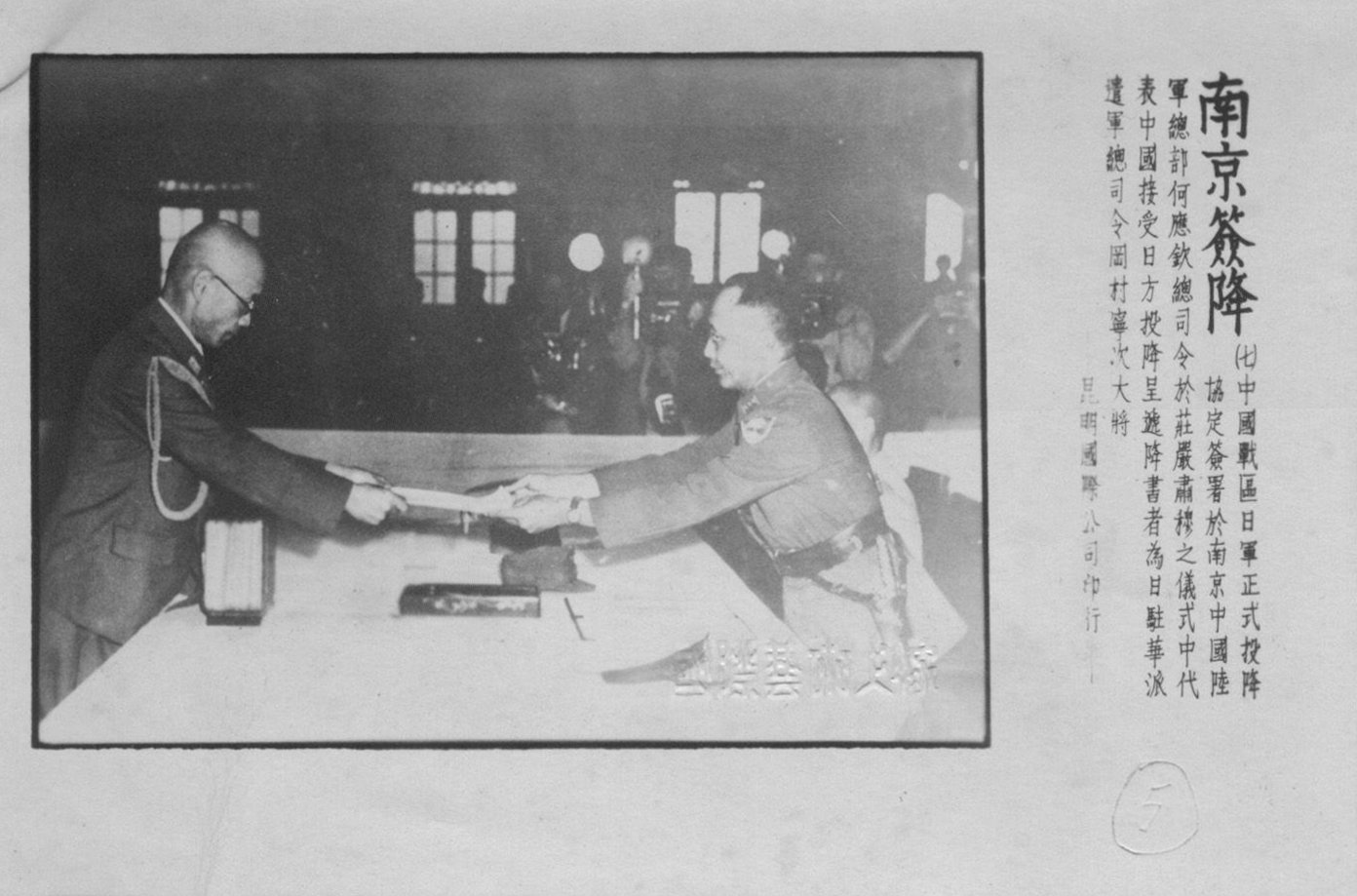
中華民国政府に降伏する日本軍（1945年9月）

### 当時の通化の状況
通化は第二次世界大戦/日中戦争の終戦時に中華民国政府の統治下に置かれ、満洲国通化省王道院院長を務めた孫耕暁が国民党通化支部書記長に就任し、満洲国軍や満洲国警察が転籍した中華民国政府軍によって統治されていた。通化市はもともと日本人8千人を含む、複数の民族が居住する人口14万人の都市であった。ソ連進攻に対応した日本兵の集中や大勢の日本人難民の到来により日本人が増加し、日本系大企業の寮･社宅やそれまでに設営されていた軍関係の施設さらに料亭等に収容するだけでは足りず、日本人で広い屋敷・住居を有する者の邸宅のほか、狭い満洲式の建物に住む日本人のところ、1945年8月18日に通化国民学校に設置された避難民収容所にも分散して収容させた。通化に避難してきた女性たちは顔に泥やススを付けて坊主頭にして男性物の衣類を着ていた者や、麻袋に穴を空けたものに縄帯したものやぼろぼろの姿の者もいた。居留民会が結成され、軍の貯蔵物資を利用したほか、通化の在留邦人から衣服等が提供された。武装解除された日本兵は次々と吉林、次いでシベリアへと送られていった（シベリア抑留）が、同年8月13日に発生した小山克事件に巻き込まれた避難民も到着しており、日本人の人口は1万5千人とも一時は3万人になっていたともされる。なお、10万人の難民が滞在していたとする説もあるが、1945年12月末の中国側資料による通化市の日本人の人口は1万6千人とされる。（なお、もともとの居留民の2～3倍の難民を受け入れた後、さらに500～600名の難民の受入要請がソ連軍から来た時には、これ以上受け入れれば共倒れになるとして、当初通化市側は受入に大変な難色を示している。）
既に終戦前から反日運動の地下工作が全満洲に行きわたっており、国民党･共産党ともに通化に浸透していた。もともと満洲では、日本や日本軍の南方での戦いのために全土で食糧の供出割当が強制的に押しつけられ、当の生産した農民には豆粕が配給され、それも日本人優先で満人・朝鮮人は後回しにされるという状況であった。さらに、日本人農家のための農地造成や石炭増産のために、各集落に勤労奉仕の割当がある等、現地人の怒りが高まっていた。また、当時の満洲製鉄は矯正輔導院に収容された輔導工を重要な労働力としていたが、輔導院には本来対象となる筈の刑事犯･思想犯だけでなく中国兵捕虜、さらには一般の現地良民までが入れられ、二道江については不明ながら、鞍山や通化近くの石人の鉱業所には輔導工がいて、戦前･戦中はタコ部屋労働（監禁され、虐待や暴力を受けて強制労働をさせられるもので、はなはだしい場合は見せしめにリンチを受けて殺されていた。当時は日本本土においてすら、場所によっては公然の秘密のように、このようなことが横行していた。）をさせられていたという。なお、石人は万人坑の一つがあったところとして知られる。
佐藤和明は、関東軍がソ連軍に渡すくらいならと衣類・毛布を日本人にのみ分配した後、集まった中国人ら（彼の父の記録によると満人とされている）が分配を懇願しているにもかかわらず、逆撫でするかのように彼らの眼前で焼却していたことを目撃している。

### ソビエト軍・中国共産党軍の進駐と暴行
通化高等女学校の校長であったという北野憲二の回想記によると、1945年8月20日、アジア系の正体不明の兵2名が四輪駆動車で乗り付けてきた。彼らは、ソ連兵の持つ短機関銃を持っていた一方で、日本軍将校の軍服を着込み、満洲人訛りの日本語で話してきたかと思えば、ロシア語の単語を口にしたという。彼らは校内に侵入し、女生徒たちがバレーボールの練習を終えて校舎に戻ろうとすると最後尾の女生徒の腕を掴んで引きずり出そうとした。古荘康光校長と村田研次教諭が止めに入ると銃を乱射し始めたため、20代の女性教師が自ら身代わりとなって連行された。連絡を受けた通化守備隊の中村一夫大尉は直ちに兵士40名を乗せたトラック2台とともに駆けつけ、男性教師たちと共同で彼らの四輪駆動車を捜索したが発見できなかった。女性教師は深夜に解放されたが、その晩自殺した。
翌日、再び2名は女学校に侵入すると女生徒か昨日の女性と金品を出すよう要求した。村田教師が「女性は自殺した」と述べると、他の女性を出すよう要求されたため、隠し持っていた拳銃で2人を射殺した。教師たちはソビエト兵を埋葬して線香と花を手向けると、菅原通化省公署次長と中村大尉に連絡し、寄宿生を連れて通化を脱出した。1945年8月24日、ソビエト軍中佐以下将校20名、兵200名からなるソビエト軍が通化に特別列車で進駐。部隊の多くは油や泥にまみれた軍服、軍靴姿で、その軍靴の多くは関東軍のものであった。さらに、半数は兵士の関東軍の三八式歩兵銃や九九式短小銃などの装備であり、日本軍では採用されないほど貧弱な体格の兵も多く、出迎えた人々にはみすぼらしく貧弱に映った。ソビエト軍は司令部を満洲中央銀行通化支店、日本興業銀行通化支店を経て龍泉ホテルに設置した。また、ソビエト軍によって武装解除された関東軍の兵器を譲渡された中国共産党軍も同市に進駐した。
占領下の日本人はソビエト軍による強姦・暴行・略奪事件などにも脅かされていた。ソビエト兵による日本女性への強姦は路傍、屋内をとわず頻発していた。女性は外出を避け、丸坊主に頭を刈る娘たちが多かった。日本人居留民会がソビエト軍司令部に苦衷を訴えると、取締りを約する代わりに日本人女性を慰安婦として司令部に供出するようかえって要求が出されたため、居留民会は料亭で働く日本人女性たちに犠牲となるよう頼み込み慰安婦として供出した。ソビエト軍司令部は女性たちが司令部に出頭すると素人娘でなければ認めないと要求したが、同行していた居留民会救済所長宮川梅一はこれを拒否し、後日ソビエト軍司令部も折れたという。
上記のような話の一方で、通化に来たソ連兵士はまだしも規律があった方で、彼らの流儀か、掠奪はひどかったものの婦女暴行は上官命令で止められていたらしく聞かれなかったが、しばらくしてから司令部から婦女子を要求してきた、そこで元慰安婦だった女性らが通化で足止めされていたので、彼女らに犠牲になってもらう代わりに訪問着や晴れ着を彼女たちに提供するなど出来る限りのことをしたとする証言や、さらにより事情に通じていた者からと見られるものとして、ソ連兵士の婦女暴行を元々おそれていたところ、その顕われとみられる幾つかの小事件が聞かれたために、日本人側が司令部に掛け合い、女性を出すことにして元酌婦･芸妓に因果を含め慰謝料を与えて司令部に送り込んだという証言、さらには、奥佐の『通化に想う』（昭和58年10月私家版『望郷から友好へー通化への旅』所載）によれば、各地での暴行や強姦の話が伝わっていたため、実際には、ソ連軍の入城時には、既に居留民会で因果をふくめて犠牲となる女性を準備していたという証言等がある（他に同種の証言は式本米太郎等）。
日本人はソビエト軍進駐時にラジオを全て没収されたため、外部の情勢を知ることは困難となった。また、中国共産党軍は日本軍の脱走兵狩りを行い、600人を検挙した後、吉林へ連行した。

### 中国共産党軍の単独進駐以降

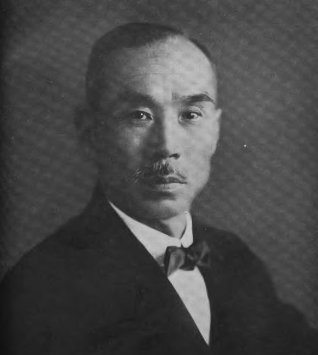
大村卓一

ソビエト軍の撤退後、通化の支配を委譲された中国共産党軍は、楊万字通化省長、超通化市長、菅原達郎通化省次長、川内亮通化県副県長、川瀬警務庁長、林通化市副市長などの通化省行政の幹部を連行し、拷問や人民裁判の後、中国人幹部を全員処刑した。また、中国共産党軍は「清算運動」と称して民族を問わず通化市民から金品を掠奪した。9月22日には、中国共産党軍が中華民国政府軍を攻撃し、通化から駆逐した。国民党は満洲人の襲撃から日本人居留民を護ることもあったが、八路軍は朝鮮人が主体でもともと抗日意識や日本人への反感が強く、公然と日本人に対する掠奪などを行った。さらに、10月10日には中国人が蜂起して日本人を皆殺しにするというデマが流れ、これ以降同種のデマがたびたび流れるようになり、日本人居留民側にも「やられる前に殺ったほうが・・・」と言うギャンブル「一発逆転」意識が強まっていったとされる。
10月23日、正規の中国共産党軍の一個師団が新たに通化に進駐。11月2日、中国共産党軍劉東元司令が着任する（時期については諸説ある）。司令部の置かれた龍泉ホテルでは「龍泉ホテル」の看板が「東北民主連軍東辺道地区司令部」の看板に掛け替えられ、屋上には赤旗が掲げられた。共産党軍は民族を問わず平均運動を進め、持てる者から財産の供出を図ったが、抵抗が強く、遅々として捗らなかった。その報復として、11月2日、中国共産党軍は17,000名を超える日本人に対しては、収容能力5,000名以下の旧関東軍司令部（南大営）への移動命令を出した。日本人1人につき毛布1枚と500円の携行以外は認めないとした。
11月18日、従来の日本人居留民会が解散され、中国共産党からの意思命令伝達機関、協力機関として遼東日本人民解放連盟通化支部（日解連）が設立された。これは、劉司令の命令により居留民会を解散し日解連を設立した、旧省公署の若手メンバーが幹部となって中国共産党に協力するための宣伝･再教育を行ったと説明されるが、その一方で、旧公署時代の有力者が講師におり、その意図について人々に疑問を持たれたとされる。また、トップに就任したのは、さながら大陸浪人を思わせるような経緯で、持てる者の代表ともいうべき龍泉ホテルのオーナーの"友人"となり、同ホテルの警備役のようになった人物であった。日解連の生残りメンバーである平沢博人の『通化春秋』によると、日解連は劉司令が居留民会の若手に会い、今の居留民会の役員は資本家や財閥の亡者だから君ら若手で協力してほしいと言って、居留民会を解散して作られた組織であるが、下部組織はそのまま引き継いだほか、司令部からは結局旧居留民会幹部が仮面を被って日本人を指導していると見られたという。とはいえ、共産党側からは日解連は平均運動を進めることを強要され、その結果、住民側からはしばしば怨嗟の的となったとされる。また、日解連メンバーにも共産党軍の力をかさに着て横暴を働く者もいたとされる。日解連への具体的な批判としては、平均運動で財産拠出させられたという話の他には、石川は旧軍人・警官・官吏の逮捕に協力した、宣伝や青年の再教育活動を進めたといったものを挙げている。
日解連メンバー唯一の生存者である平沢によると、南大営の移動については、街に分散して日本人が住んでいると管理が難しく国民党軍に通じる者が出て危険である事、日本人が難民救済にあまり協力しなかったためにショック療法であろうとしている。日解連の幹部会では南大営の移動を止めるためには日解連が悪者になって表面に出て平均運動を進めるしかないという結論になったという。日解連が嘆願を続けると、中国共産党は先に命じていた移動を見合わせる条件として、日本人民解放連盟は中国共産党の指令に従い、日本人男子15歳以上60歳迄の強制徴用と使役、日本人居留民に対し財産を全て供出し再配分すること、日本人民解放連盟に中国共産党側工作員を採用することを命じた。
前記の使役については、ソ連支配時代から始まったもので、各地区に割り当てられ、成年男性は3日に一度の割で飛行場建設等の労役を負担しなければならなかったという。賃金も出なかったとされ、男性の場合は厳しい肉体労働で、日本人居留民はこれをとくに嫌がっていた。とくに生業のある者にとっては、その日は自身の仕事が出来ず、不利益に感じられていた。一方で、通化市管轄内であるものの郊外の二道江のことになるが、そこに避難した者が老若男女問わず一般の使役の仕事が一日5円の賃金で、どうでもいいような作業もあり失業対策の面もあるではないかと考えたという手記がある。とくに9月末から11月のインフレ期に住民の着物の切り売りや自ら使役に出るものが増えた事が記されていたり、共産党軍側にとっては彼らの理想とする平等な形で仕事をする社会建設のための平均運動の一環として行っていた事が考えられ、邦人側の非難もあくまで"持てる"立場の者からの自己都合である事も否定できない。邦人側でも、平沢博人の『通化春秋』（謙光社、1986年）など、多くの困窮者や難民がいる中で、平均運動などに協力しようとしなかった者らへの批判の声はある。
11月17日、中国共産党軍は大村卓一を満鉄総裁であったことを罪状として逮捕した。

### 日の丸飛行隊飛来

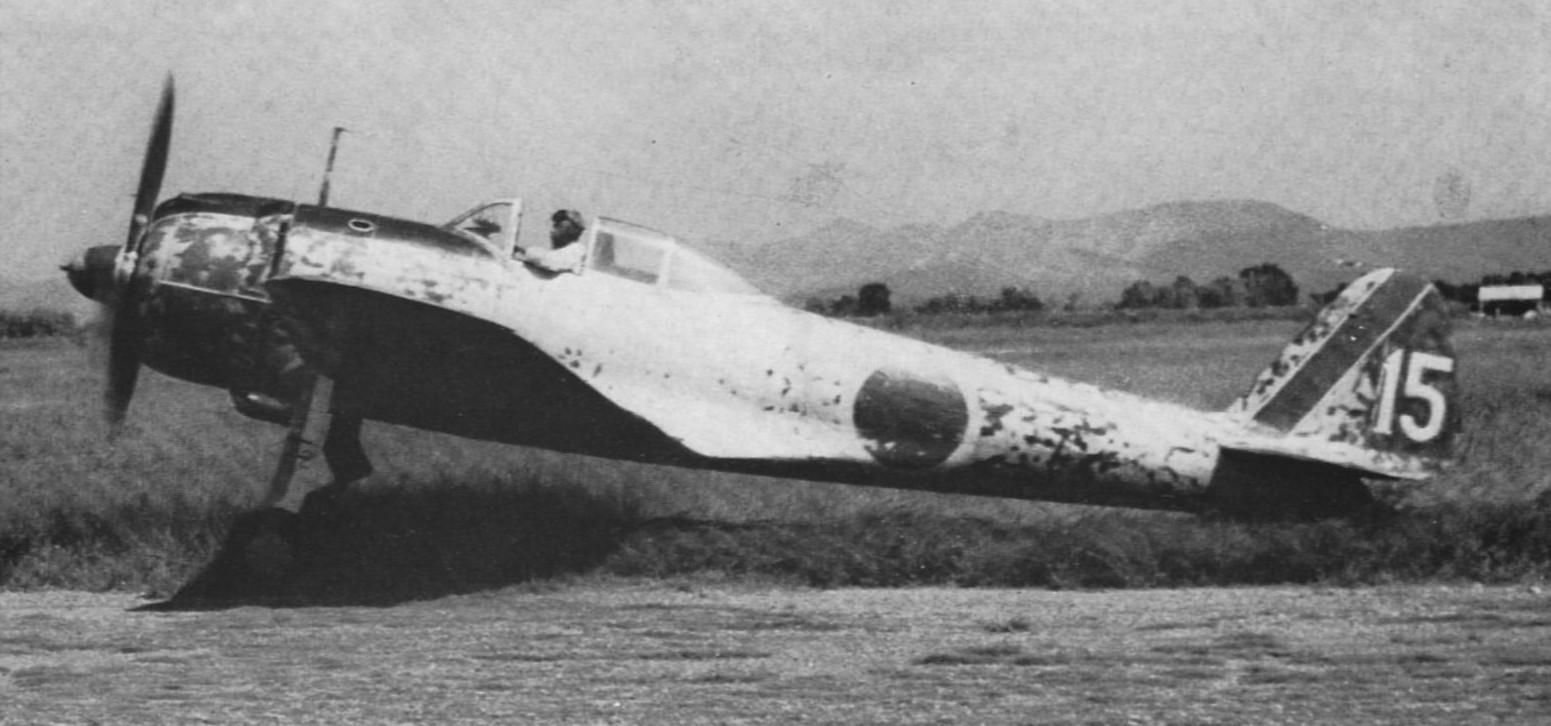
一式戦闘機（隼）

12月10日、通化に日章旗を付けた飛行隊が飛来し、日本人居留民は歓喜した。飛行隊は林弥一郎少佐率いる関東軍第二航空軍第四錬成飛行隊であり、一式戦闘機（隼）、九九式高等練習機を擁していた。隊員は300名以上が健在であり、全員が帝国陸軍の軍服階級章を付け軍刀を下げたままであった。また、木村大尉率いる関東軍戦車隊30名も通化に入ったが、航空隊と戦車隊の隊員は全員が中国共産党軍に編入されていた。
12月15日、通化飛行場で飛行テストをしていた林弥一郎少佐は搭乗機のエンジン不調のため渾江の河原に不時着しようとして渡し舟のロープに脚をひっかけて墜落し、負傷した。
中国共産党の根拠地延安からは、日本人民解放連盟で野坂参三（戦後日本共産党議長）に次ぐ地位にあり、当時「杉本一夫」の名で活動していた前田光繁が政治委員として派遣された。

### 蜂起の流言

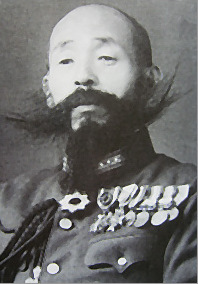
藤田実彦

このような状況下、「関東軍の軍人が中華民国政府と組んで八路を追い出す」という流言が飛び交った。日本人も国民党系の中国人も、この噂を信じた。そしてその軍人とは、「髭の参謀」として愛され、その後消息不明とされていた藤田実彦大佐とされた。藤田大佐は終戦後、武装解除を待たずに師団を離れ、身を窶して家族共々通化を離れ石人鎮（当時は石人と呼称・現在は吉林省白山市の一部）に潜伏していた。同年11月頃には中国共産党側に発見され、藤田に利用価値を見出す劉司令によって、しばらくは自由が認められていたとする説もあるが、最終的には八路軍の軍人が藤田の許を訪れて連行され、司令部のある龍泉ホテルに監禁された。彼と個人的に会った時の思い出から藤田に思い入れのある作家の松原一枝は、藤田はこのような無謀な企ては止めさせようと考えていたに違いないと信じ、流言を知った藤田は説得に行くとして八路軍関係者と共に通化へ向かったに違いないとする。これが藤田と家族との別れになった。

### 日本人居留民大会
11月4日とも12月23日ともする説があるが、「中国共産党万歳。日本天皇制打倒。民族解放戦線統一」などのスローガンのもとで日本人民解放連盟と日僑管理委員会の主催で通化日本人居留民大会が通化劇場で開かれた。大会には劉東元司令を始めとする中国共産党幹部、日本人民解放連盟役員らが貴賓として出席し、日本人居留民3000人が出席した。大会に先立って、日本人居留民たちは、「髭の参謀」として愛され、その後消息不明とされていた藤田実彦大佐が大会に参加すると伝え聞いており、大会の日を待ちかねていた。
大会では、元満洲国官吏井手俊太郎が議長を務めた。冒頭、議長から「自由に思うことを話して、日本人同士のわだかまりを解いてもらいたい」との発言がなされると、日解連通化支部の幹部たちからは、自分たちのこれまでのやり方を謝罪するとともに、「我々が生きていられるのは中国共産党軍のお陰である」などの発言がなされた。日本人居留民たちは発言を求められると、日解連への非難や明治天皇の御製を読み上げ「日本は元来民主主義である」などの発言が続いた。臨江から避難してきた山口嘉一郎老人は岡野進（野坂参三）の天皇批判を万死に値すると痛撃した。山口嘉一郎老人が「宮城遥拝し、天皇陛下万歳三唱をさせていただきたい」と提案すると満座の拍手が沸き起こった。議長が動議に賛意を示す者に起立をお願いすると、全員が起立したため動議が成立し、宮城遙拝と天皇陛下万歳三唱が行われた。次に山口老人は、「我々は天皇陛下を中心とした国体で教育され来たので、いきなり180度変えた生き方にはなれませんので、徐々に教育をお願いしたい」旨を述べた。石川二郎の私家版である『朝踏み』(1986年10月）によると、この開催は12月23日のことで、この後、藤田大佐は演説を行ったが、中国共産党への謝意と協力を述べるにとどまったとし、さらに、この時登壇した人らはことごとく捕らえられたり、銃殺されたという。山田一郎の『通化幾山河』によるとこの開催は11月4日で、ほとんどの説はこれを採っており、また、藤田の演説が先に行われ、その後山口老人提唱の万歳三唱により、劉司令らは怒って退場、興奮した聴衆の中には壇上に駆け上って主催者側のビラをむしりとった者もいたという。

### 蜂起直前の状況・旧満洲国幹部処刑（一月十日事件）

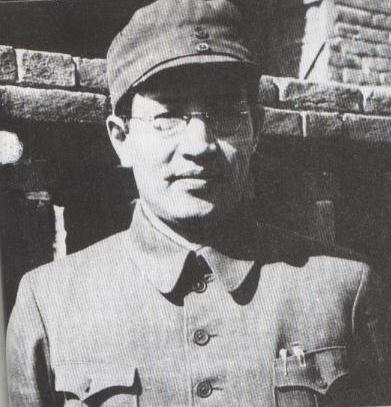
朱瑞

- 1946年1月1日、中共軍（東北民主連軍）後方司令の朱瑞(zh)を隊長、林弥一郎を副隊長とした東北民主連軍航空総隊が設立される。同日、中国共産軍側工作員の内海薫が何者かに殺害された。
- 松原一枝の説によれば、佐々木の証言に基づき、1月5日に藤田大佐は中共軍に呼び出され、龍泉ホテルにある中共軍司令部に出頭したとされる[43]。劉東元司令は藤田に関東軍が隠している武器を出すよう要求したが、参謀職である藤田は「大隊長や中隊長ではないので知らない」と返答したため、監禁された。これ以降藤田は、薬を渡しに来る看護婦柴田朝江[注釈 6]を介して有志からの情報を秘密裏に知ることになる。
- 1月10日、日本人の通行が禁止され、非常警戒のさなか日本人管理委員会主任委員趙文卿の署名入りの逮捕状を持った兵士たちが[44]、旧満洲国の高級官吏・旧日本人居留民会ばかりか日解連幹部を含む指導者ら140名を、内海の殺害に関連して国民党と通謀した容疑で連行し、専員公署の建物に抑留[44]。日本人民解放連盟通化支部は解散させられる。
- 1月15日午前4時、龍泉ホテルに監禁されていた藤田大佐が3階の窓から脱出し、叛乱首謀者らの隠れ家となっていた栗林家に潜伏[注釈 7]。柴田は、藤田大佐の脱出が発覚すれば自身の身の危険があるためホテルの裏口から赤十字病院へ向かい、病院に着くと頭をバリカンで刈り上げて男性になりすまし[45]、直ぐに八路軍が病院の捜索を始めたため柴田久軍医大尉（柴田朝江とは同姓なだけで親戚関係はない）の手引きを得て栗林家へ潜伏した[46]。龍泉ホテルで藤田大佐の碁の相手をしていた北田光男も、脱出の手引きをしたとして拘束された[26]。
- 1月某日に負傷の身ながら林少佐が、日本人居留民を束ねていた桐越一二三の許を訪問。自らが桐越の名を彫り込んだ軍刀を桐越夫人に土産として渡している[注釈 8]。これは、後に林少佐が叛乱者と通謀していた証拠とされた。
- 1月21日、菅原達郎[注釈 9]通化省次長、河内亮通化県副県長、川瀬警務庁長、林通化市副市長は中国共産党軍によって市中引き回しの上で、渾江の河原で公開処刑された。処刑された河内亮の遺体は何度も撃たれ銃剣で突き刺されハチの巣にされた[47]。穏やかで信頼が厚く中国人からの評判の良い河内副県長の銃殺は日本人への衝撃は大きく、不安を決定づけた[48][49]とされる。後日、日本人居留民は通化劇場に集められ、前田光繁から河内亮通化県副県長たちの処刑について日本支配当時の責任者であるから仕方のないことであるとした旨の説明がなされた[49][注釈 10]。

## 蜂起から鎮圧後の虐殺まで
一月十日事件のあと、元関東軍関係者が蜂起するという流言が流れていた。計画は中華民国政府与党の国民党員と元在郷軍人等で練られていた。

### 前日（情報漏洩）

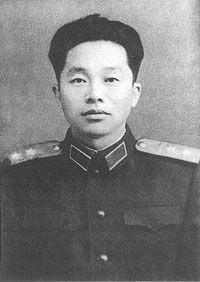
劉東元

2月2日、正午過ぎに林少佐は蜂起の情報を前田光繁に電話で伝えた。前田は中国人政治委員の黄乃一を通じて航空総隊隊長の朱瑞(zh)に報告した。同じ頃、藤田大佐の作戦司令書を持った中華民国政府の工作員が2名逮捕されており、劉東元中国共産党軍司令立会いの下で尋問が行われた。工作員は拷問を加えられても口を割らなかったが、日本語の司令書は前田によって翻訳され、夕刻には中国共産党軍は緊急配備を行った。
通化市内は午後8時に外出禁止のサイレンが鳴ることになっていたが、この日はサイレンが鳴らず日本人は時計を持っていなかったことから外出中の人々は次々に拘束されたともいう。午後8時には、蜂起に向けて会合を開いていた孫耕暁通化国民党部書記長を始めとする中華民国政府関係者数十人が朝鮮人民義勇軍によって拘束され、拷問を伴う尋問が行われた。また、一月十日事件で連行された日本人らには、状況次第では即時射殺も可能なよう牢の外に機関銃が据え付けられた。

### 蜂起

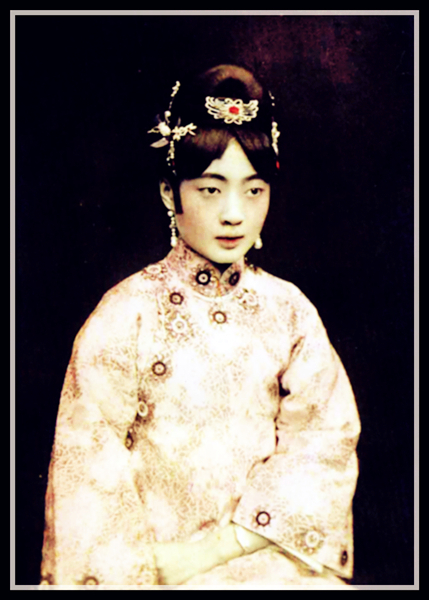
婉容

一般日本人の多くは、隣組や会社組織等を通じて参加を打診された者が多かったと見られるが、参加を断ろうとすると、それでも日本人かと怒号を浴びせられ、あるいは、隣組を通じたものであるため（いつ何時、配給に頼らねばならない生活に陥るかもしれないことを考えれば）とても断わりきれなかった者、また、二道江地区では、在郷軍人会の指導者は参加しないことを決めていたが、叛乱グループの使いが、二道江には就職口がないが城内に行けば職があり賃金も高い、今がチャンスだと言って、人集めをしているところが目撃されていた。このように、圧倒的に不利な状況下での柴田らの「勇敢な」蜂起計画は大多数の一般の日本人居民にとっては、たんなる迷惑以外の何物でもなかったともいえる。2月3日、中国共産党側は日本人協力者からとも捕らえた国民党側の密使の決起指令書からともされるが、既にかなりの情報を入手し、一部関係者の拘束を進めるとともに、要所には重点的に重火器を装備して日本人の襲撃に、ほぼ完璧に備えていた。
柴田らは深夜に病院を抜け出すと変電所を占拠した。午前4時に電灯を3度点滅させたのを合図に、在留日本人は中華民国政府軍・林航空隊・戦車隊の支援を「期待」して、元関東軍将校などの指揮下で蜂起した。
柴田らは病院に戻り、病院警備の八路軍兵士を不意をついて襲った（他の病院職員が柴田の変電所襲撃中に行っていたという説もある）。さらに、現地人職員の動向を把握するため、共産党軍側連絡員の一人にスパイとなるよう要求したが拒否されたため、これを殺害。また、病院はソ連軍によって一般人の診療･治療にもあたることとして日本陸軍の病院から赤十字病院に変えられており、敵味方問わずに治療にあたるという赤十字の理念通りに八路軍兵士の入院者もいたため、病院の蜂起者グループは八路軍の入院者らを殺害して回っていった（気に入らない政府や地方政権を住民が武力で倒壊させることは組織命令系統に服しており失敗危険を自己が引受けるのであれば米合衆国憲法にも規定された基本的人権（抵抗権）行使の範疇内であり、蜂起戦闘行為自体は是認されうる。しかし柴田らによる今回のような赤十字病院の襲撃・治療中の患者殺害は明白な国際法違反の行為であり、事後中共軍が勝った場合には戦闘行為自体が「違法な」戦争犯罪であるとの名目で現行犯射殺・逮捕連行・尋問・取調べ・起訴・人民裁判・死刑判決・処刑など陸戦法による「断罪」がありうることにも注意が必要であろう）。
蜂起した日本人にはわずかな小銃と刀があるのみで、大部分はこん棒やスコップなどで武装しており、蜂起成功後に敵から武器を奪うことになっていた。一方、瀋陽の遼寧政府（中華民国政府）からは「中華民国政府軍の増援の連絡がつかないから計画を延期せよ」との無線連絡がなされたが、当日「たまたま」無線機が故障して日本人には伝わらなかったとされる。つまり当時の中華民国政府側からも明白に引き止められていたのにごく一握りの「勇敢な」日本人有志のみが勝手に、不利な状況下での蜂起を強行した形に、結果としてはなってしまっていた。
日本人は中隊ごとに分かれて市内の中国共産党側の拠点を襲撃した。佐藤率いる第一中隊150名が専員公署めがけて突撃すると情報漏れのまずさから、待ち構えていた八路軍の機関銃や手榴弾によって次々となぎ倒された。佐藤以下10名が建物に侵入し、一月十日事件で連行された日本人が収監されている牢に到達したが、待ち構えていた機関銃によって射殺され、これにより第一中隊は壊滅、佐藤は逮捕された。牢内の日本人140名も中国共産軍側の一斉射撃によりほぼ全員が射殺された。
阿部率いる第二中隊100名は中共軍司令部の龍泉ホテルを襲撃したが、待ち構えていた中国共産党軍の攻撃により建物に近づく前に壊滅した。
滝口率いる部隊が襲った県公署では、伊沢が外からカンテラで内通者に合図しているところを発見されるという失策により、銃撃を受けたため、そのまま退去、襲撃は不発に終わった。
寺田（耕三? 前記寺田山助との関係は不明）率いる第三中隊は元通化市公署に駐屯している県大隊を襲撃した。ここでは国民党支持者ら400名が内応する「はず」であったが、斬り込み隊は銃撃を受け犠牲者を出して引き上げた。
中山菊松率いる遊撃隊は、公安局（日本の警察にあたる）に監禁されている婉容皇后・浩皇弟妃・皇女嫮生（皇弟溥傑の次女）を始めとする満洲国皇室の救出に向かい、一時は公安局を占拠することに成功した。中山は皇室が捕らわれている部屋に飛び込むと皇弟妃嵯峨浩の誰何に対し「国民党」「一番乗りの中山、お助けに上がりました」と答え、宮内府憲兵の工藤が救出に向かっていること、女中達が数軒先の家で風呂の用意をしていることを告げた。だがまもなく公安局は八路軍に包囲され、機関銃や大砲による砲撃が行われた。遊撃隊は倒され、皇后を守ろうとした満洲国皇帝愛新覚羅溥儀の乳母も砲撃で手首を吹き飛ばされ、失血で死亡した。嵯峨浩の著述によれば、公安局のメンバーの9割は旧満洲国の警察学校の出身者で、彼らとの日頃の関係は良好で、公安局員らは皇后らの見張りでもあったが同時に警備にあたっていたという意識からか、浩や嫮生に布団をかぶせ覆いかぶさるように守ってくれたという。
つまり、中山遊撃隊らによる蜂起・占拠・「救出」劇は善意からきたものであるとはいえ結果的に、単に皇后らの命を危険にさらしただけのものであったことがわかる。
林航空隊では、鈴木、小林を筆頭に両中尉率いる下士官たちが蜂起に参加しようとしたが、やはりこれも情報漏れのまずさから蜂起合図前に八路軍に拘束され、木村戦車隊も出発直前に包囲され八路軍に拘束された。
篠塚良雄によると、篠塚たちは竜泉街にある龍泉ホテルを占拠したとしている。

### 連行
襲撃者らは失敗すると、他の都市を目指して落ち延びていく者、もと居た住民･難民の住まいに戻ろうとする者、様々であったが、住民･難民の居住地区に戻った者がいた事が新たな事態を引き起こした。午前8時になると、日本人の住まいは改められ、16歳から60歳までの日本人男性はその場で許された若干の者を除き事件との関係を問わず、多くの者が拘束され、連行された。また、事件に関与したとみなされた女性も連行された。八路軍は連行する際、日本人を一人一人首を針金でつなぎ合わせて連行した。寝間着、素足に下駄履の者や病人までも零下二十度になる戸外を数珠繋ぎで行進させられた。通化市から15km離れた郊外の二道江では当初近辺に収容されたうえで取り調べがあったが、手洗いに立った者が窓から脱出して脱走を図ったものの逃げ損なって射殺されたばかりか、同時に手洗いに行った者が脱走を見逃したという事でやはり射殺された。その後、この二道江では、収容されていた人々は通化城区内に連行されたが、それまでの拘束で衰弱していたため、途中で力尽きて落伍するものもいて、その場で射殺された。八路軍の連行時に加来・田代・森が射殺された。加来繁（佐藤和明は賀来としている）は行進中に倒れると引きずり出されて右股、胸を撃たれて銃殺。田代の遺骸は事件後に殺害された場所で雪に埋もれた状態で発見されるが衣服は剥ぎ取られた状態であった。集団的に連行され被害を受けた者は主に、城内の市街地と二道江に住んでいた者らだが、同じく八路軍の支配下にあった石人地区でも取り調べが行われ、拷問に耐え切れず数名の自殺者、人民裁判で処刑される者もいたという。
第一中隊の襲った専員公署には死体が散乱し、第二中隊の襲ったホテルの周囲には命じられるまま突撃していった者たちの死体が路上に転がっていたという。しかし、襲撃の指揮者クラスらは襲撃部隊の後ろで指揮をとっていた者が多かったためか、専員公署の襲撃グループを除いて、襲撃の失敗後その殆どがいったんは逃走･潜伏に成功している。叛乱中心者クラスに至っては殆どが初めから隠れ家に潜んでおり、引揚者からの報告をもとに纏められた厚生省資料によれば、定められた日本人側の指揮所には、藤田大佐自身も含めて殆どが最後まで現れず、白河（変名）が一人で指揮を執っていた状態だったという。叛乱首謀者らは愛人女性らを連れて潜伏先を転々とし、最終的に東辺道開発の元社員であった栗林の長屋状の屋敷の天井裏に潜伏していたが、結局、2月5日（4日とも）家宅捜査を受ける。捜査にきた兵士らの指揮官が機関銃を天井に向けて撃つと脅したところ、女性数名を含む29名が屋根裏から降りてきたが、その中の27番目に降りてきた人物が当初偽名を名乗っていたものの藤田実彦大佐であった。女性らはタイピストで事件の首謀者らとそれぞれ愛人関係であったことが彼らの会話内容から理解できたことを、柴田朝江は語っている。なお、柴田朝江も藤田大佐とともに居て一緒に逮捕されているが、朝江自身はこれはあくまで看護係として居ただけで、自分のことを藤田大佐の愛人だとどうも佐々木きぬ江が藤田夫人に語ったらしいと憤慨している。

### 強制収容
一部に中国人を含むものの大部分が日本人である3000人余りとされる拘束者は小銃で殴りつけられるなどして、城内の元料亭であった新八路軍本部や旧通運会社の社宅などの建物の各部屋に押し込まれた。専員公署では8畳ほどの部屋に120人が強引に押し込められた。
特に専員公署に拘束された日本人は、あまりの狭さに身動きが一切とれず、大小便垂れ流しのまま5日間立ったままの状態にされた。抑留中は酸欠で「口をパクパクしている人達」や、精神に異常をきたし声を出すものなどが続出したが、そのたびに窓から銃撃され、窓際の人間が殺害された。殺害された者は立ったままの姿勢で放置されるか、他の抑留者の足元で踏み板とされた。足元が血の海になったが死体を外に出すこともできなかった。山中の倉庫に三日間に渡って収容された中西隆も同様の体験をしている。中西を始めとする90人余りの日本人は数日間に渡って立ったまますし詰め状態で監禁されたため、発狂者が出るにいたった。朝鮮人兵士達は黙らせるよう怒鳴るとともに窓際の6人を射殺し、「お前たちはそのうち銃殺だ。ぱっと散る同期の桜じゃないか。36年の恨みを晴らしてやろう」と言い放った。

### 虐殺
拘束から5日後に部屋から引き出されると、朝鮮人民義勇軍の兵士たちに棍棒で殴りつけられ、拷問や冬の寒い中で劣悪な環境下で放置されることで凍傷や病気で死ぬ者も多く出た。死を免れた者の中にも不具や廃疾を負った者も多かった。中国共産党軍による拷問と尋問の後、容疑が固まったのか、従来の人民裁判の形でともかくも公開の形で処刑が決定されるばかりでなく、空き地や凍結した渾江（鴨緑江の支流）の上に引き出されて、即決のいわば秘密処刑のような形で処刑がなされたものも多かった（川岸に一人ずつ並べられた日本人が銃殺されて行く姿は元満洲国の皇弟妃浩によっても目撃されている。渾江の下流の桓仁では、中国共産党軍の兵器工場で働いていた中村良一が連日に渡って上流から流れてくる遺体を目撃している。また、凍った川の上にも服をはぎ取られた裸の遺体が転がっていて、春になって氷が溶けると流れていったものや、流れずに澱みに滞り、其のそばで慣れてしまった日本人の子が平気で水遊びをしていた場合もあったという。また、事件中、たまたま逃げ込んだ蜂起側の負傷者に手当を施していた女性が、近くにいた子供とともに仲間と思われて銃殺されたケースがある。これは引揚者に大田黒の姓で記憶されている家で負傷した男性を手当てした女性と12歳児が射殺され、銃傷を負った5歳児のみが一命を取りとめたというものである。藤田脱出幇助の疑いで龍泉ホテルで監禁されていた北田光男の生後一週間になる乳児は軍服姿の男に首を絞められて殺害された。林少佐には銃殺命令が3度出されたが、そのたびに政治委員黄乃一の嘆願によって助命された。作家の松原一枝によれば、李紅光支隊は男らの逮捕後、男性がいなくなった家を家宅捜索をして掠奪し、女性たちを強姦した例も多くあるという。ただし、これはそれまでの通化事件に関する著作で知られるようになった松原の元に、引揚者を名乗る者から手紙が来て、それによると家族が見ている前で引き立てられ強姦され自殺した女性もいたというものである。
死者数について
蜂起での戦闘者から蜂起計画に関与しなかった一般市民の処刑、劣悪な環境下での拘留による病死･凍死まで含めて、少ないものでは800人、多いものでは2千人～3千人が殺されたとする。新宿の平和祈念館の資料には、新八路軍の本部に拘束された鎌田昌夫の証言で、後日、二千から三千の犠牲者が出たと聞いたとする話が収録されている。
『通化幾山河』では、戦闘時の死者は200名、逮捕後の死者は、拷問で罪を認め（あるいは叛乱者と名指され）て処刑された者が200名、元満洲国時代の警察官や憲兵は処刑され、それが100名、拷問や劣悪な環境からの病気･凍死した者が200名、端数も集計しては計600名とする。この他に『通化幾山河』では、取り調べ中の拷問や凍傷で不具や廃室に疾病になった者も300名、軽いものも入れれば500名いたとされる。戦闘中の死者には国民党関係者もいたものの、これら逮捕後の犠牲者は大部分が日本人であったと見られる。1952年12月九州の引揚者を集めての通化事件の調査のために福岡に来た厚生省引揚援護庁復員局の吉田元久 留守業務部長は外務省と協力してそれまでの4年間の調査で判った死亡者は約1190名とし、死亡公報の済んだものは72名とした。その後の同月4～5日の調査で新たに58名の氏名が判明したとして公表されているので、この時点では計130名の名前が死亡者として判明していたようである。これに対し、自身も通化にいて事件に遭遇、引揚後に厚生省引揚局に入った佐々木係長は、1000人も死ねば（日本人の）一割が死んだことになり大変だ、実際には死亡者数は謂われているより少ないと、松原一枝に語っている。
8畳に120人が拘束されて最も状態が過酷であったと見られる専員公署の監獄の場合、紙田治一によれば、120人の内3名が銃弾を受けて死に、12名が監獄で凍死、餓死、病死し、この15名の死体は踏み砕かれまるで煎餅のように平たく横たわっており、別に15名が戻って来ることはなく、90名足らずになったという。
中国側では死亡者は約1200名とされているとする情報も以前からあったが、1991年10月には中国側資料『彼らはなぜ中国で死んだか』の存在が判明、通信社を通じて幾つかの地方紙で報じられ、その資料では1200名とされている。また、国共内戦が激しくなり、通化の精鋭部隊はそちらに駆り出され、通化に当時残っていたのは、最近になって志願して八路軍に入った、まだ戦闘経験のない朝鮮人兵士が大半で、さらに彼らもかなりが旧正月前の匪賊狩りで農村地帯に出ていたため、当日いたのは400名だけであったとされる。そのため、朝鮮人兵士らの恐怖も強く、その反動が出たとする説もある。なお、日本人側首謀者グループも叛乱成功のあかつきには処刑予定の日本人を決めており、それら処刑予定者を逃がさないように見張りまでつけていたと見られる。

## 百貨店での藤田大佐らの「展示」
3月5日、11月17日に逮捕されていた元満鉄総裁の大村卓一が海竜の獄舎で獄死する。3月10日になると市内の百貨店で中国共産党軍主催の2・3事件展示会が開かれ、戦利品の中央に藤田大佐が見せしめとして3日間に渡り立ったまま晒し者にされた。中国側資料ではこのとき国民党側責任者として劉慶栄がともに晒されたとされているが、日本人側では晒されていたのは孫耕暁であったと考えて伝える証言が多い。2月5日に拘束された藤田は痩せてやつれた体に中国服をまとい、風邪をひいているのか始終鼻水を垂らしながら「許してください。自分の不始末によって申し訳ないことをしてしまいました」と謝り続けた。これは、現地の習慣で、再犯を防ぐために犯罪を犯した者に晒しものにしてそのように言わせるものだが、藤田はその前の留置中においても小声で周りの者に謝り続けていたという話もあり、本心からの謝罪であった可能性もある。一方で、判断を誤ったと謝罪していたとするものもあり、であれば、単に失敗したのがまずかったのだとしか考えていなかったかもしれない。反乱軍鎮圧展示品とされたものには林弥一郎少佐が桐越一二三に送った桐越の銘入りの軍刀も展示された。3月15日に藤田が肺炎で獄死した。藤田大佐の死因については毒殺されたものだと疑う者も日本人側にいたようだが、松原一枝の押川医師（二道江の満洲製鉄の元勤務医。終戦後、通化市街に出て他の医師と民主病院を営んでいた）への調査で、肺炎による病死であることが明らかになっている。その遺体は顔が覆われた形で兵舎前にしばらく横たわっていた。ある婦人が、お前のおかげで婿は帰ってこない、婿を返してくれと、座り込んで泣きながら迫っていたという。その後、何日かして兵舎からほど近い場所で彼の名を書いた棺桶が晒し物にされた。実際に遺体が中に入っていたかは分からない。
事件以後
この事件後、八路軍による日頃の警備が厳しくなり、皮肉なことに日常の通化の治安は急改善したという。また、この頃延安の中国共産党本部の方針の変更があり、それが伝えられて通化の中国共産党の日本人への対応も改善されたという。生存者は中国共産党軍への徴兵、シベリア抑留などさまざまな運命を辿った。この後、9月にごく短期間、国共間の一時的な停戦が行われ、一部ながら帰国作業も行われた。これを蜂起参加者の中には、これが後の本格的な帰国作業に繋がった、蜂起の成果だと主張する者もいるが、犠牲者遺族の中からは、帰国はもともとポツダム宣言でも決まっており国共内戦で滞っていただけで、また、事件後かえって些細なことで朝鮮人兵士に射殺された日本人もいたとして反発する声も強い。後に発見された当時の中国側資料によれば、日本人側から、蜂起成功後には日中双方からなる政権（つまり、日本人の首謀者・有力者らと漢人の国民党関係者らで、現地の多数の満人を統治する政権）を立て、邦人を帰国させず、中華民国の国籍と職を与えることが要求され、国民党側にそれが認められていたという。これは、当時の情勢では、邦人を日本人であることを理由に日本に送還することはせずに、満洲での居住権を認め、中国人と同じ資格で其の財産権を保障することを意味する。しかし一方で、これは帰国を希望する邦人の帰国の途まで鎖すことになり、多数の難民を含めた"持たざる者"にとっては、これからも通化市で安い労働力として暮らしていくしかないことを意味する。このことから、蜂起自体は、財閥まで出来ているとされた当時の満洲で、資産を持つ一部の有力者が、自身らの資産と自己に都合の良い社会構造と社会階層の維持を狙い、在郷軍人らを使嗾し、藤田大佐を担いで起こそうとしたものである可能性が高い。なお、藤田大佐自身は、国民党側から軍事部長（日本の軍務大臣にあたる）の地位を認められていた。
関東軍第二航空団第四錬成飛行部隊はそのメンバーが集団で八路軍に入り、中国共産党の航空総隊となっていたが、うち、航空技術をもたない100名余りの隊員は部隊から離され炭鉱や兵器工場に送られた。航空総隊は航空学校と改められ、林弥一郎は副隊長から参議となり、教官に専念。学校は国民党軍の攻撃を避けて転々としたものの、数多くのパイロットや整備士を養成し、現在の中国空軍の母体の一つとなった。叛乱に加担することを計画していた2名の士官は、労働改造教育を受けることになったらしく、労働に就いているところを目撃されている。
篠塚良雄は龍泉ホテルで共産軍に逮捕されたが包囲された際に熱病にかかり、9月まで意識を失っており回復後は人民解放軍に入隊し、1953年に撫順戦犯管理所に送られたと述べている。帰国後は撫順の奇蹟を受け継ぐ会などで731部隊の証言を行っている。
1946年末に中華民国政府軍が通化を奪還すると事件犠牲者の慰霊祭が行われたともいう。1947年には中国共産党軍が通化を再び占領した。
事件の生存者の1人だった中山菊松は1952年頃通化遺族会を設立し、遺族に援護法対象とするための署名活動や陳情活動を始めるなど全国的な運動を展開した。1954年には川内通化県副県長の妻とともに、大野伴睦らの仲介で川崎秀二厚生大臣に対し、遺族援護法を通化事件犠牲者にも適用することを嘆願し、特例のような形で認められた。他に波及することを怖れる厚生省によって認定作業は密かに進めるよう要請され、そのため個別に申請を勧めるために行った先で、そんなうまい話があるわけはない、何らかの詐欺だろう、追い返せと罵られたこともあったという。通化遺族会は1955年以降、毎年2月3日に靖国神社で慰霊祭を行っている。
前田光繁（当時、通化で名乗っていた名前は杉野一夫）は日本に帰国後、日中友好会理事を務めるなどし、2005年には北京で開かれた「中国人民抗日戦争・世界反ファシズム戦争勝利60周年記念」に出席し、胡錦濤主席の統治を称えるとともに日中関係の友好的発展のために努めることを表明した。林弥一郎は日中平和友好会を創設し会長を務めた。
赤十字病院の柴田大尉は蜂起失敗後、逃走。通化県境にさしかかったところで捜索隊に見つかり、追われて野菜蔵に潜んだ所を発見され、逮捕された。中国側資料では赦され釈放されたようにも思えるが、邦人社会では、その後臨江で捕らえられ9月に銃殺されたとも伝えられており、実態ははっきりしない。藤田大佐とともに栗山邸で捕まった柴田朝江（柴田大尉とは単に同姓で、特段の親族関係はない）については、死刑かと思われたものの、龍泉ホテルでの看護婦としての仕事ぶりを劉司令が評価していたためか、いったん釈放され、その後、9月の引揚のチャンスを捉えて帰国した。松原一枝の事件を取り上げた著作が出ると、自ら連絡をとり、その著述の誤りを指摘している。
通化の中国共産党側の日本人工作員の元締めである山田参謀（元鉱山技師で、中国共産党軍の参謀部に籍をおいた為このように通称された。実際の参謀ではない。元いた鉱山に妻子を置いて、八路軍とともに通化に来たという。）は、共産党軍側工作員でありながら、穏便に処理するため懸命に叛乱防止に努力していたのではないかと考える向きも多い。多くの説では、邦人が叛乱を企んでいることを報告しなかったことで、共産党軍に疑われ処刑されたとされているものの、日本に無事帰ることが出来たとする者もいる。山田の部下らには、日本人側の叛乱が成功すれば、山田自身は必ず日本人らに処刑されると見て、自身らの生き残りの途を策して、両陣営に二股をかける者もいた。事件後、山田の部下らで劉司令に取り縋るようにして弁明しているを目撃された者もおり、部下らは多くが思想教育を受け直すことで助かったようだ。
日本人首謀者らについては、松原一枝の確認した厚生省の記録によると、結局、多くの者が中国共産党に釈放されて日本に無事帰還している。ただし、柴田大尉については日本人引揚者の間で消息が聞かれず、処刑されたと信じられ、そのように引揚者から厚生省に報告されたためか、戦死と記録されていたという。前田光繁は、中国共産党側は藤田大佐を殺さず生かして利用する方針だったというが、中国側資料によると、中国共産党側の方針もあり、藤田に限らず多くの首謀者格の者も取り調べ後、他の者らとともに釈放されたように見える。彼らの一部には、1946年11月以降の国民党の通化奪回後国民党に協力し、さらにその後の国共内戦の継続と最終的な共産党勝利の中で逮捕され処刑された者もいたようであるが、かなりの数の者は、それ以前の1946年9月からの国共内戦の一時休戦時に日本への帰還を果たしたのであろうか。
藤田大佐の家族については、夫人が次女、双子の息子とともに石人から先に引揚げ、長女は当地での（共産側の）民主化運動への参加で知られるようになっていたため、帰路に国民党支配地域を通ることから不測の事態を避けるため、いったん残り、別に北朝鮮を経由して帰国した（なお、佐藤和明は、民主化運動をしていたのを次女としていることから、当時通化にいたのは藤田大佐の娘は次女と三女と考えているようである）。柴田朝江は、栗林宅にいたタイピスト佐々木きぬ江と奉天の駅で偶然会い、彼女に知らされて、ともに居た藤田夫人に藤田大佐の遺品を渡している。
国民党側首謀者らについては、事件前に逮捕されていたトップの孫耕暁については中国側資料によれば事件のさなかに処刑された。ナンバー2、3の劉亦天、姜基隆らをはじめ逃走に成功した国民党員らは奉天に逃亡、亡命本部を自称、反共産政権活動を続けた。政権メンバーについては、孫耕暁、藤田実彦を生存しているよう見せかけるため、そのままトップに据え、日本人メンバー名は偽名を使って埋めたという。やがて国民党が1946年11月通化を奪回、彼ら国民党関係者らは事件後釈放されていた日本人メンバーの一部とも結んだものの、その後の国共内戦と最終的な共産党勝利の中で多くが逮捕され、劉亦天・姜基隆は処刑され、其の他のメンバーも、一部は処刑、あるいは有期刑を受けた。
なお、姜基隆については、1946年9月通化からの12名の日本人引揚者が国民党支配地域に来た際、共産側にも二股をかけていた者がいたために捉えられ、一部は拷問にかけられ、処刑される可能性もあった際に、釈放に尽力してくれたという（ただし、12名全員が救われたのかどうかは不明確である)。

## 備考
- 門田隆将は1984年、未開放地区だった通化に人民服で潜入し、事件で殺害された伯父を弔うために通化の石を持ち帰ったと述べている[120]。
- 船戸与一の著書『残夢の骸 満州国演義』シリーズのクライマックスは通化事件となっている[121][122][123]。
- ケント・ギルバートは、『夕刊フジ』のコラムで世界抗日戦争史実維護連合会による南京大虐殺、慰安婦強制連行などの虚偽拡散に対する戦争真実の引き合いとして通化事件を通州事件、黄河決壊事件とともに例示することでアメリカ合衆国内の虚偽の反日宣伝の問題性の指摘とその行為を取り締まれるよう法改正を主張した[124]。